# Rozi Liuksemburg (Mirskoi)
|  | Per a altres significats, vegeu «Rozi Liuksemburg (Iurovka)». |

Rozi Liuksemburg - Розы Люксембург (rus) és un khútor del krai de Krasnodar, a Rússia. Es troba a les terres baixes de Kuban-Azov. És a 26 km al nord-oest de Kropotkin i a 122 km al nord-est de Krasnodar.
Pertany al possiólok de Mirskoi.